# آلفين إم. واينبرغ
آلفين إم. واينبرغ (بالإنجليزية: Alvin Martin Weinberg)‏ هو عالم نووي وفيزيائي أمريكي، ولد في 20 أبريل 1915 في شيكاغو في الولايات المتحدة، وتوفي في 18 أكتوبر 2006 في أوك ريدج في الولايات المتحدة.

## وصلات خارجية
- آلفين إم. واينبرغ على موقع الموسوعة البريطانية (الإنجليزية)
- آلفين إم. واينبرغ على موقع إن إن دي بي (الإنجليزية)